# Tüskéskalapú harmatgomba
A tüskéskalapú harmatgomba (Hemistropharia albocrenulata) a pókhálósgombafélék családjába tartozó, Európában és Észak-Amerikában honos, lombos- és tűlevelű erdőkben élő, nem ehető gombafaj. Nemzetségének egyetlen faja.

## Megjelenése
A tüskéskalapú harmatgomba kalapja 3-10 cm széles, fiatalon fálgömb alakú, majd harangszerűen vagy domborúan kiterül, közepén néha púppal. Felszíne nedvesen síkos. Színe barna, sötétbarna vagy vörösbarna; felületén a burok maradványaiból származó fehéres pikkelyek díszítik, különösen a széle közelében. Széle fehéren cafrangos vagy pikkelyes.
Húsa kemény, színe sárgás. Szaga földes vagy retekszerű, íze kesernyés vagy fanyar. 
Közepesen sűrű lemezei tönkhöz nőttek vagy kissé lefutók. Színük eleinte krémszín, okkeres vagy halványszürke, lilás árnyalattal; idősen sötét szürkésbarna vagy lilásbarna. A fiatal gombák lemezei folyadékcseppeket szekretálhatnak.
Tönkje 4-12 cm magas és 0,5-1,5 cm vastag. Alakja hengeres, a tövénél megvastagodott lehet. Felszíne a gallér vagy gallérzóna fölött sima, fehéres vagy halványszürkés színű; alatta pikkelyekkel borított, sárgásbarna vagy barna.  
Spórapora sötét rozsdabarna. Spórája ellipszis vagy mandula formájú, sima, mérete 10-16 x 5,5-7,5 µm. 

### Hasonló fajok
A fenyves harmatgomba, a nyálkás tőkegomba, a szenes tőkegomba hasonlít hozzá. 

## Elterjedése és élőhelye
Európában és Észak-Amerikában honos. 
Lombos és tűlevelű fák (nyár, bükk, gyertyán, luc, jegenyefenyő) elhalt törzsén, tuskóján található meg, annak anyagában fehérkorhadást okoz. Júliustól októberig terem.

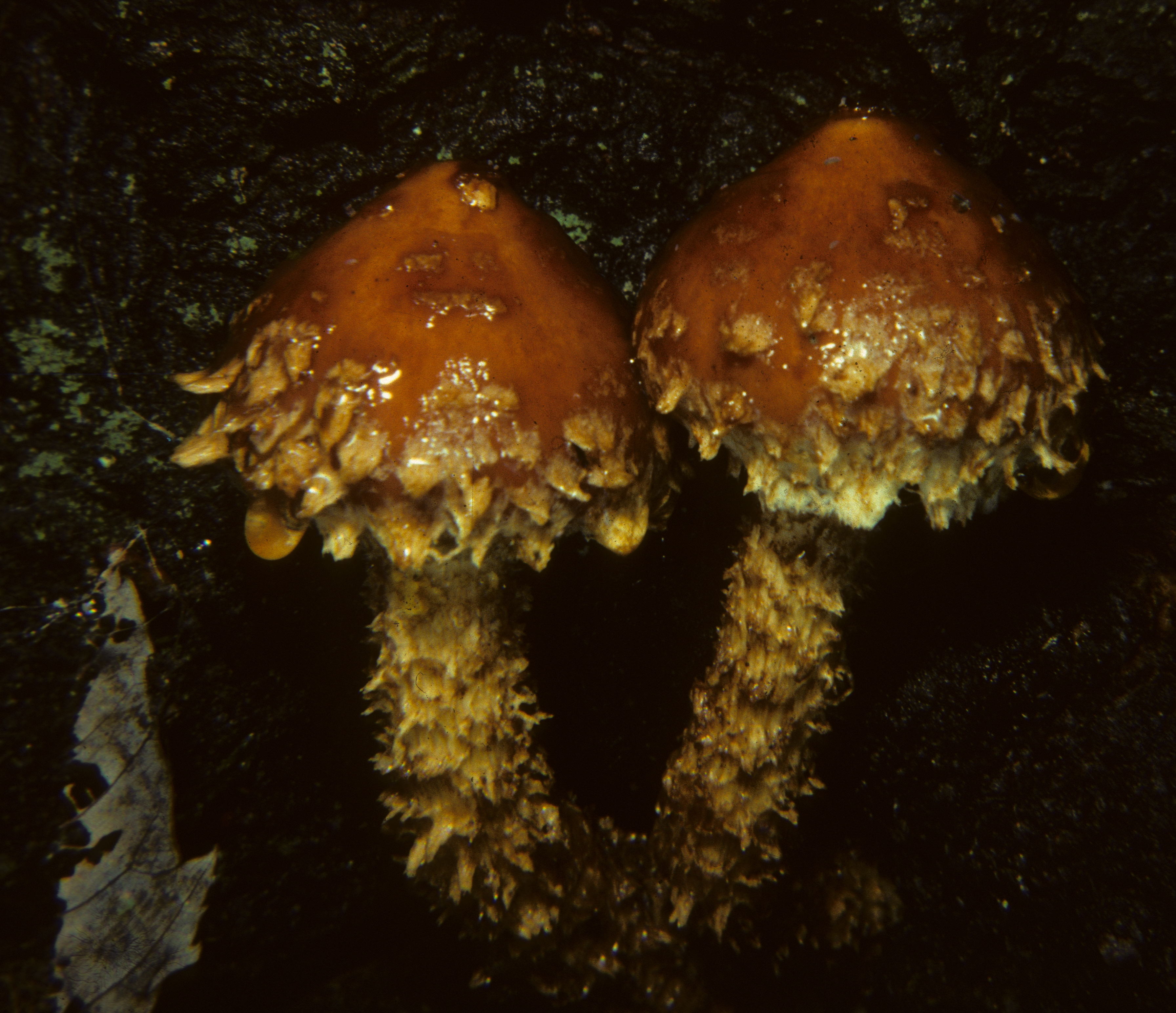
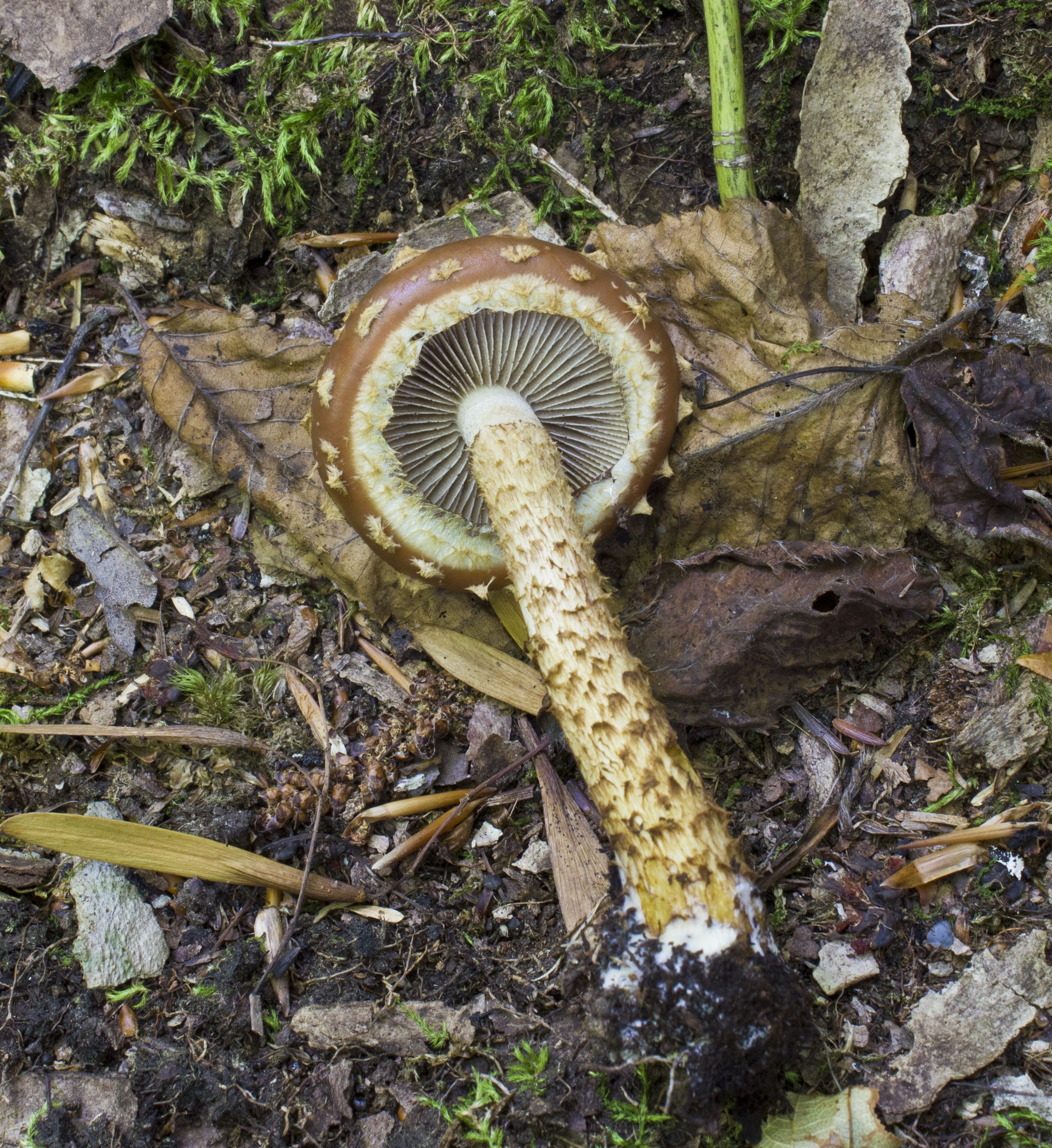

Nem ehető.